# تفریغ بودجه
تفریغ از نظر لغوی یعنی فارغ ساختن، و تفریغ بودجه در اصطلاح مالی فراغت از بودجه یا نتیجه ی اجرای بودجه است.
دیوان محاسبات کشور سالانه با بررسی حساب‌ها و اسناد مربوط به دستگاه‌های دولتی گزارش تفریغ بودجه را تهیه می‌کند که در آن نحوه و میزان هزینهٔ سازمان‌ها، پروژه‌ها و پیشرفت آنها بر اساس لایحهٔ بودجه مشخص است.

## تفریغ در لغت
در لغت‌نامهٔ دهخدا تفریغ حساب، واریز کردن حساب و فارغ شدن از آن معنی شده‌است که در عمل نیز تفریغ بودجه چنین کاربردی دارد. در فرهنگ‌های فارسی معین و عمید تفریغ به معنای فارغ ساختن، پرداخته کردن، آماده کردن و خالی کردن ظرف آمده.

## تعریف تفریغ بودجه
تفریغ بودجه در قانون تعریف نشده است اما با استفاده از کاربردهای آن در فرهنگ لغت، قوانین و مقررات می‌توان تعاریفی را ارائه نمود.
وب‌گاه دیوان محاسبات کشور تعاریف زیر را برای تفریغ آورده:
- تفریغ بودجه نتیجهٔ نهایی نظارت بعد از خرج است.
- تفریغ بودجه یک نوع حسابرسی کلی عملیات مالی دولت است.
- تفریغ بودجه نشانگر درجهٔ تطبیق یا عدم تطابق عملیات انجام شده توسط دولت بر مبنای محاسبات پیش‌بینی‌شده است.
- تفریغ بودجه نظارت قوهٔ مقننه نسبت به دخل و خرج کشور است.
- تفریغ بودجه بررسی سرنوشت هر ریال درآمد کشور در مجرایی که برای خرج آن پیش بینی شده می‌باشد.
- مجلس شوراری اسلامی برای تأمین نیازهای مردم به عنوان وکیل آنها به دولت مأموریت می‌دهد قانون بودجهٔ کل کشور را مطابق با مقررات مربوط اجرا کند. مأمور باید گزارش کارخود را تحت عنوان صورت حساب عملکرد بودجهٔ سالانهٔ کشور که همان عملکرد مالی دولت است به دیوان محاسبات کشور و هیئت وزیران ارسال و دیوان محاسبات نیز به عنوان عامل کنترل کننده مجلس شورای اسلامی، گزارش تفریغ بودجه را به مجلس تقدیم کند.
- تفریغ بودجه آئینهٔ تمام نمای تحقق بودجه‌است.

در نهایت می‌توان تفریغ بودجه را به صورت عملیاتی اینگونه تعریف کرد:
تفریغ بودجه به فرایند تسویهٔ بودجه از طریق تطبیق اطلاعات صورت‌حساب عملکرد تهیه شده توسط وزارت امور اقتصادی و دارایی با اطلاعات تهیه شده توسط دیوان محاسبات کشور و تجزیه و تحلیل نتایج حاصل از آن گفته می‌شود.
بنابراین تعریف، گزارش تفریغ بودجه به صورت عملیاتی عبارت است از گزارش یافته‌های ناشی از فرایند تسویهٔ بودجه و نظرات دیوان محاسبات کشور در خصوص اجرای بودجه.